# Wrona obrożna
Wrona obrożna, kruk obrożny (Corvus pectoralis) – gatunek dużego ptaka z rodziny krukowatych (Corvidae). Występuje we wschodniej Azji. Jest narażony na wyginięcie.

## Systematyka
Niektórzy autorzy stosują dla tego gatunku nazwę Corvus torquatus, zaproponowaną w 1831 roku Lessona; inni argumentują, że nazwa ta była wcześniej zajęta i nie powinno się jej używać. Badania genetyczne przeprowadzone w roku 2012 wskazują na pokrewieństwo wrony obrożnej z wroną siwą, a także z alaskańską i amerykańską. Nie wyróżnia się podgatunków.
Etymologia nazwy naukowej: nazwa rodzajowa gatunku wywodzi się z łaciny (łac. corvus – kruk), podobnie jak epitet gatunkowy (łac. pectus, pectoris – pierś, pectoralis – piersiowy, w wersji proponowanej w 1831 przez Lessona torques – obroża, torquatus – obrożny).

## Charakterystyka

### Wymiary i masa ciała
Ciało wrony obrożnej osiąga długość 50–55 cm i masę 347–512 g. Skrzydło mierzy blisko 31,6–34,4 cm, ogon przeciętnego osobnika dorasta do około 19 cm, skok średnio ma 5,8 cm, dziób 5,5 cm.

### Wygląd zewnętrzny
Dymorfizm płciowy przejawia się w osiąganiu większych średnich wymiarów przez samce niż przez samice. Stosunkowo płaski czubek głowy, dziób średniej długości, nieznacznie zakrzywiony, o tępym zakończeniu. Podstawa dzioba zakryta niewielką kępką piór. Pióra na szyi niecałkowicie rozwinięte, szpiczaste na końcówkach. Upierzenie w większości czarne z zielonkawym lub fioletowym połyskiem, podstawy piór pokrywających ciało szare. Górna część grzbietu, kark, boki szyi i pas na dolnej partii piersi białe, z szarawym przejściem przy granicy z czarną częścią upierzenia. Tęczówki ciemnobrązowe, dziób i nogi czarne.
Młode osobniki o mniej intensywnej barwie upierzenia, pozbawione połysku, białe partie piór o szarym zabarwieniu. Lotki mogą ścierać się z czasem. Wnętrze górnej części grzbietu jasne, u dorosłych ptaków czarne.

## Występowanie

### Środowisko
Wrona obrożna występuje na terenach uprawnych oraz porośniętych drzewami, ale nie w lasach, najczęściej blisko zbiorników wodnych. Zazwyczaj występuje na wysokościach do 60 m n.p.m. Pojawia się na obszarach miejskich i pastwiskach, w dużych ogrodach i parkach oraz na obrzeżach osiedli miejskich.

### Zasięg występowania
Zasięg występowania gatunku szacuje się na 3,12 mln km². Wrona obrożna występuje w Chinach, Hongkongu oraz Wietnamie, a także na Tajwanie, dokąd zalatuje. W Chinach zasiedla obszary nizinne od południa prowincji Gansu i Shaanxi, przez Liaoning, Hebei i Szantung na wschodzie, do Syczuanu, Junnanu, Hajnanu, Guangdongu i Fujianu na południu razem z archipelagiem Kinmen. W Wietnamie wrona obrożna jest spotykana na terenie od nizinnych partii wschodniego Tonkinu do centralnego Annamu.

## Pożywienie
Gatunek wszystkożerny. Spożywa między innymi padlinę, ryby oraz wodne mięczaki, a także owady, skorupiaki i rośliny, np. ryż. Może jeść także resztki ludzkiej żywności.

## Tryb życia i zachowanie
Zwyczaje wrony obrożnej nie są dokładnie zbadane. Spotykana zazwyczaj w parach lub małych stadach, często na terenach uprawnych położonych blisko wody i na nizinach. Poszukuje pożywienia wzdłuż brzegów jezior, na polach ryżowych i przy kanałach.

### Głos
Donośne, powtarzalne kaaarr lub kaar-karr oraz trzeszczące krakanie. Może przypominać dźwięki wydawane przez czarnowrona (Corvus corone corone), ale w przypadku wrony obrożnej głos jest bardziej ochrypły.

## Rozród
Z obserwacji wynika, że wrona obrożna rozmnaża się stosunkowo wcześnie w porównaniu z innymi krukowatymi. Nieopierzone młode znaleziono w ostatnim tygodniu lutego, a 26 stycznia zarejestrowano w jednym z gniazd obecność jaj bliskich wyklucia. Większość lęgów wyprowadzanych jest w późnych dniach lutego lub w marcu. Możliwe dwa lęgi w ciągu roku, na ogół jeden, w zniesieniu dwa do sześciu jaj, średnio 3–4. Gniazduje samotnie.

### Gniazdo
Położone zazwyczaj na wysokich sosnach, rzadziej w zaroślach bambusowych i na jodłach oraz klifach. Zewnętrzna konstrukcja składa się z gałązek (na przykład morwy), a wnętrze gniazda jest wyłożone suchą trawą i igłami sosnowymi. Podczas budowy gniazda ptaki pokrywają zewnętrzną część gniazda warstwą błota lub gliny, a następnie ponownie nakładają gałązki, a także włókna roślin i sierść zwierząt. Zauważono silne przywiązanie wron obrożnych do miejsc, w których gniazdują.

### Jaja
Skorupa ma jasnozieloną lub niebieskawozieloną, może być pokryta plamami i nakrapiana na zielono. Widoczne również bladoczerwone albo szarofioletowe punktowe zabarwienia. Jaja najczęściej są owalne, ale zdarzają się również jaja o kształcie zbliżonym do gruszki lub wydłużonym. Średnie wymiary na podstawie jaj trzydziestu dziewięciu osobników to około 4,24 cm na 3,02 cm. Najmniejsze z mierzonych jaj miało 3,84 cm na 2,97 cm, a największe 4,62 cm na 3,18 cm. Średnia długość to 3,81–4,95 cm, zaś szerokość wynosi 2,62–3,23 cm.

## Status, zagrożenie i ochrona
W Czerwonej księdze gatunków zagrożonych IUCN wrona obrożna od roku 2018 klasyfikowana jest jako gatunek narażony (VU); wcześniej, od 2008 roku uznawano ją za gatunek bliski zagrożenia (NT). Liczebność gatunku szacuje się na ok. 2500-9999 dorosłych osobników. Zaobserwowano trend spadkowy w rozwoju populacji.
Jako największe zagrożenie dla gatunku przyjmuje się wzmożenie produkcji rolnej i nadużywanie pestycydów oraz trutek na gryzonie, przez co giną małe kręgowce oraz bezkręgowce będące składnikami diety wrony obrożnej. Znaczenie dla spadku liczebności ma również bezpośrednia działalność ludzi, jak wykorzystywanie ptaków przez dzieci jako cele ćwiczebne, a także chwytanie ich w celu przetrzymywania jako zwierzęta domowe. Regularne pozyskiwanie zasobów niedrzewnych oraz zanieczyszczenie środowiska także przyczyniają się do zmniejszenia populacji wrony obrożnej.